# Тодуа, Зураб Джумберович
Зураб Джумберович Тодуа (рум. Zurab Todua; род. 25 декабря 1963, Шолданешты, Молдавская ССР, СССР) — молдавский политик, писатель, политолог, доктор исторических наук. Депутат Парламента Республики Молдова (2010—2014) от ПКРМ.
Член Исполнительного и Республиканского комитетов Партии коллективного действия — Гражданский конгресс.

## Биография
Родился 25 декабря 1963 года в городе Шолданешты Молдавской ССР. В 1986 году окончил исторический факультет Кишинёвского государственного университета им. В. И. Ленина.
По отцу — грузин, по матери — молдаванин.
Его отец, Тодуа Джумбер Лукьянович, тоже был политиком, депутат Парламента от ПКРМ в 2001—2005 гг.
С 1991 года Зураб Тодуа занимается исследованием политических, социально-экономических, межнациональных и религиозных проблем на постсоветском пространстве; специализация: конфликтные регионы, горячие точки и религиозный экстремизм.
В 90-х годах — специальный корреспондент, затем обозреватель газет «Панорама», «Россия», «Новая газета» (Россия). Hаучный сотрудник Центра цивилизационных и региональных исследований при Российской академии наук (1998—2001). Научный сотрудник Института религии и политики (Москва, 2002—2007).
Является автором книг: «Новая Чечено-Ингушетия» (1992), «Азербайджан сегодня»(1995), «Поединок на азиатском ковре»(1999), «Узбекистан между прошлым и будущим»(2000), «Азербайджанский пасьянс»(2001), «Экспансия исламистов на Кавказе и в Центральной Азии»(2006), «Молдавия и молдавские коммунисты. Политическая хроника переломной эпохи 1988—2008»(2009), "Провал «Альянса за Евро»(2010).
В июле 2019 года вошёл в инициативную группу, основавшую Партию коллективного действия — Гражданский конгресс. 8 декабря 2019 года на учредительном съезде партии был избран одним из 17 членов Исполнительного комитета, а также членом Республиканского комитета Гражданского конгресса. Ответственностью Зураба Тодуа в Исполнительном комитете Гражданского конгресса является сотрудничество с партиями и НПО.